# Dobrzanica
Dobrzanica (ukr. Добряничі, niem. Dobzau) – wieś w rejonie lwowskim (wcześniej w rejonie przemyślańskim) obwodu lwowskiego. W II Rzeczypospolitej miejscowość była siedzibą gminy wiejskiej Dobrzanica w powiecie przemyślańskim województwa tarnopolskiego. Miejscowość liczy 379 mieszkańców.
W Dobrzanicy urodził się Wilhelm Reich.

## Historia
W 1921 wieś liczyła 143 zagrody i 823 mieszkańców, w tym 516 Ukraińców, 231 Polaków, 58 Niemców i 18 Żydów. W 1931 zagród było 163 a mieszkańców 878.
10 lutego 1940 NKWD deportowało na Syberię 149 Polaków
W 1944 nacjonaliści ukraińscy zamordowali 14 osób narodowości polskiej.